# شواس لومامي
شواس لومامي (الاسم العلمي: Pavetta lomamiensis)، شجيرة مُزهرة من جنس الشواس وفصيلة الفوية. موطنها الأصلي في جمهورية الكونغو الديمقراطية. تنمو بشكل أساسي في المناطق الأحيائية الاستوائية الرطبة.